# دریک آلستون جونیور
دریک آلستون جونیور (انگلیسی: Derrick Alston Jr.؛ زادهٔ ۱۷ سپتامبر ۱۹۹۷) بازیکن بسکتبال اهل ایالات متحده آمریکا است.